# Trampolieri
I trampolieri sono uccelli acquatici comunemente osservati in habitat costieri, rive dei fiumi e piane di marea, dove trovano il cibo (come insetti o crostacei) nel fango o nella sabbia. Vengono talvolta chiamati uccelli costieri, specialmente in Nord America, dove il termine "trampoliere" è usato per indicare uccelli dalle gambe lunghe come cicogne e aironi. I trampolieri sono membri dell'ordine Charadriiformes, che comprende gabbiani, alche ed altri.
Esistono circa 210 specie di trampolieri, la maggior parte delle quali vive in zone umide o costiere. Molte specie delle regioni artiche e temperate sono fortemente migratorie, mentre le specie tropicali sono perlopiù stanziali o si muovono solo in risposta ai cicli di marea. Alcune delle specie artiche, come il gambecchio comune, sono tra i migratori che percorrono le distanze più lunghe in volo.
Molte delle specie più piccole che si trovano negli habitat costieri, in particolare ma non esclusivamente i calidridi, sono spesso denominate "pivieri", ma questo termine non ha un significato rigoroso, poiché il piviere codalunga è una specie di terrestre, che vive nelle praterie.
Il membro più piccolo di questo gruppo è il piviere americano, di cui gli esemplari adulti possono pesare fino a 15,5 grammi e misurare poco più di 13 centimetri (5,1 pollici). Si ritiene che la specie più grande sia il chiurlo orientale, con circa 63 centimetri (25 pollici) di lunghezza, per un peso di 860 grammi (1,90 libbre), sebbene l'occhione maggiore australiano sia il più pesante, con un peso di circa 1 kg (2,2 libbre).
Nella tassonomia Sibley-Ahlquist, i trampolieri e molti altri gruppi sono inclusi nell'ordine Ciconiiformes, notevolmente ampliato da questa tassonomia. Tuttavia, la classificazione dei Charadriiformes è uno dei punti più deboli della tassonomia Sibley-Ahlquist, poiché l'ibridazione DNA-DNA si è rivelata incapace di risolvere adeguatamente le interrelazioni del gruppo. In precedenza, i trampolieri erano uniti in un unico sottordine, i Charadrii, ma questo sottordine si è rivelato essere un "taxon cestino", unendo non meno di quattro lignaggi charadriiformi in un assemblaggio parafiletico. Tuttavia, indicava che l'emipodio errante apparteneva effettivamente a uno di questi lignaggi. A seguito di recenti studi (Ericsonet al., 2003; Paton et al., 2003; Thomas et al., 2004a, b; van Tuinen et al., 2004; Paton & Baker, 2006), i trampolieri possono essere suddivisi in modo più accurato come segue:
- Sottordine Scolopaci

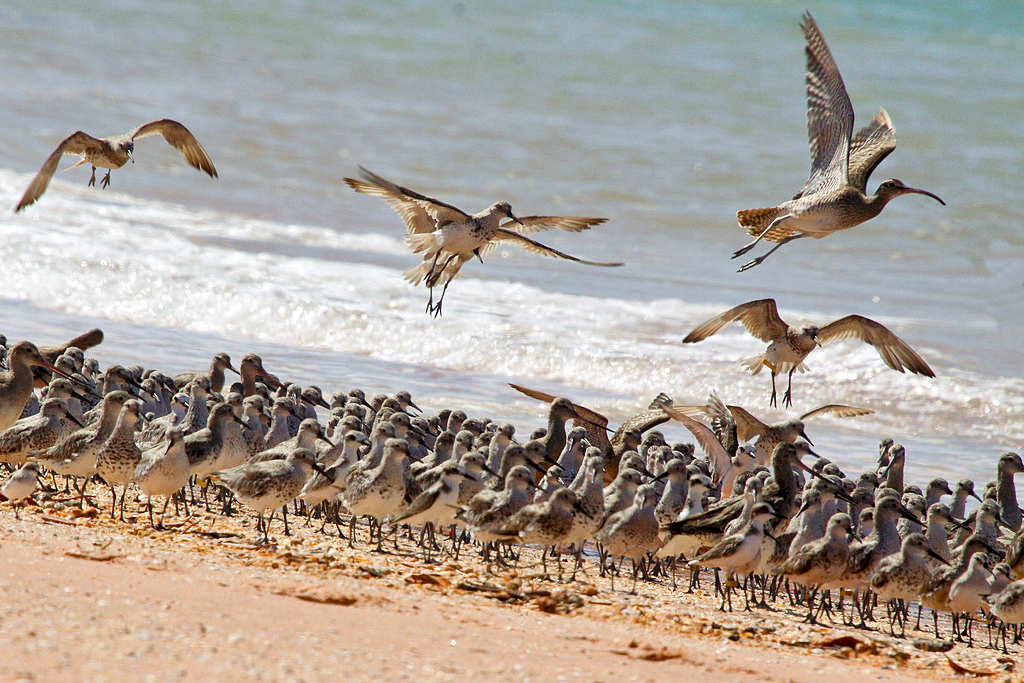
Stormo di trampolieri sulla spiaggia

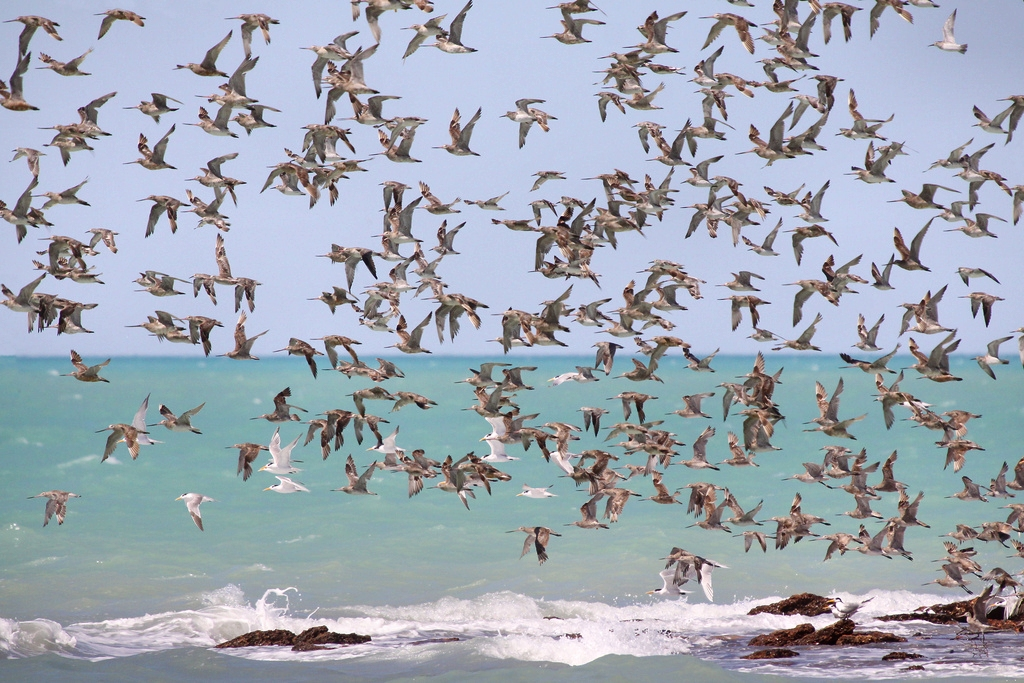
Stormo di trampolieri in volo

  - Famiglia Scolopacidae: beccaccini, pivieri, falaropi e altri
- Sottordine Thinocori
  - Famiglia Rostratulidae: beccaccia dorata
  - Famiglia Jacanidae: jacane
  - Genere †Hakawai
  - Famiglia Thinocoridae: tinocoride
  - Famiglia Pedionomidae: emipodio errante
- Sottordine Chionidi
  - Famiglia Burhinidae: occhioni
  - Famiglia Chionididae: chioni
  - Famiglia Pluvianellidae: piviere di Magellano
- Sottordine Charadrii
  - Genere †Cherevychnavis
  - Genere †Neilus
  - Famiglia Ibidorhynchidae: becco d'ibis
  - Famiglia Recurvirostridae: avocette e cavalieri
  - Famiglia Haematopodidae: beccacce di mare
  - Famiglia Charadriidae: pivieri e pavoncelle

In linea con il raggruppamento tradizionale, i Thinocori potrebbero essere inclusi negli Scolopaci, e i Chionidi nei Charadrii. Tuttavia, la crescente conoscenza della storia evolutiva degli uccelli moderni suggerisce che l'assunzione di Paton et al. (2003) e Thomas et al. (2004) di 4 distinti lignaggi di "trampolieri" (=sottordini) già presenti attorno al confine Cretaceo-Paleogene è corretto.

## Caratteristiche

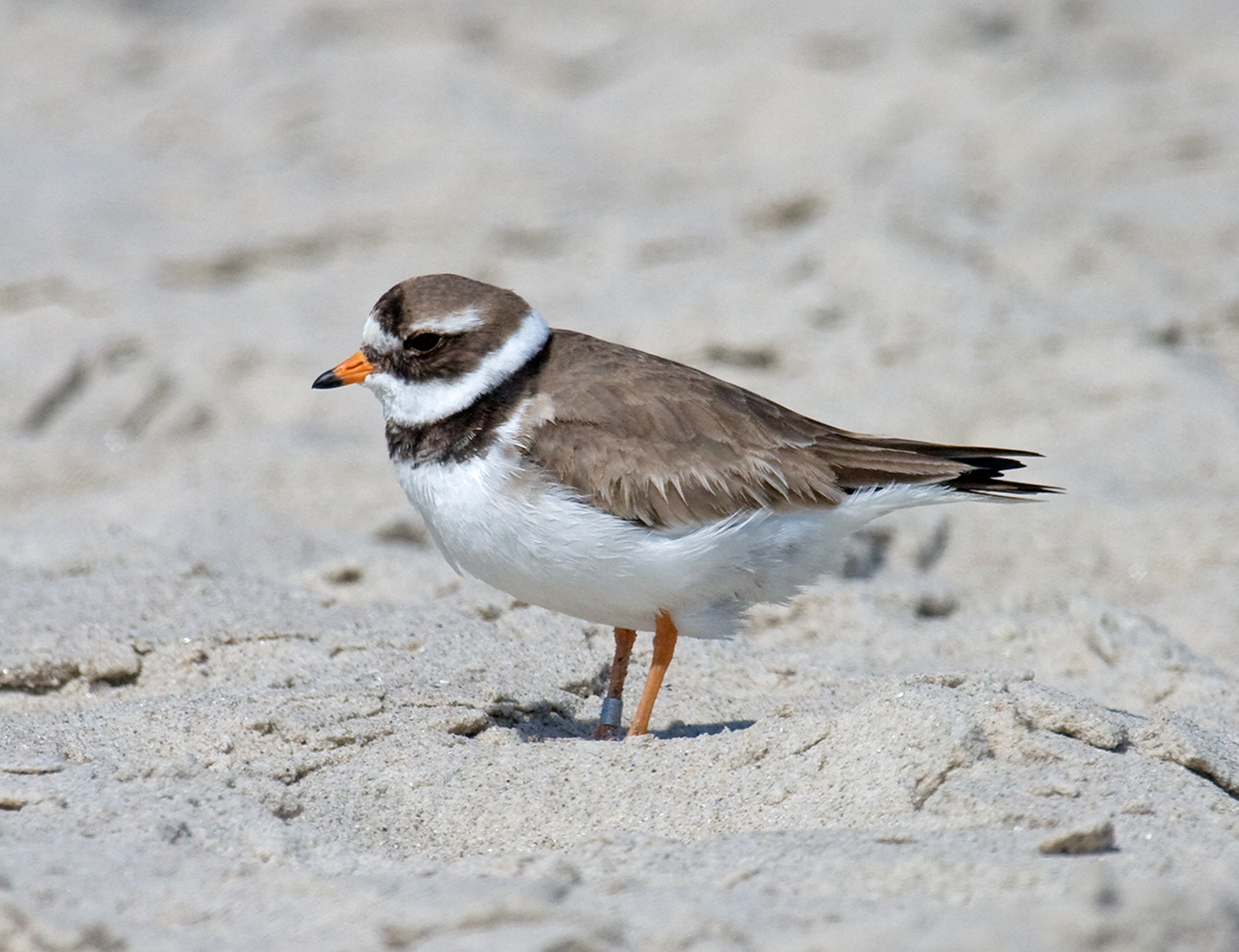
Corriere grosso (Charadrius hiaticula)

Il termine uccelli costieri è spesso usato per indicare più specie di uccelli che vivono in ambienti umidi e costieri. Poiché la maggior parte di queste specie trascorre gran parte della vita vicino a specchi d'acqua, molti hanno zampe lunghe adatte al guadare gli specchi d'acqua (da cui il nome "trampolieri"). Alcune specie preferiscono coste rocciose mentre altre prediligono litorali fangosi. Molti uccelli costieri mostrano modelli migratori e spesso migrano prima della stagione riproduttiva. Questi comportamenti spiegano la lunghezza delle ali osservate in alcune specie e possono anche spiegare gli efficienti metabolismi che danno energia agli uccelli durante le lunghe migrazioni.
La maggior parte delle specie si nutre di piccoli invertebrati estratti dal fango o dal suolo esposto. Le diverse dimensioni del becco permette a diverse specie di nutrirsi nello stesso habitat, in particolare sulla costa, senza competere direttamente per lo stesso cibo. Molti trampolieri hanno terminazioni nervose sensibili alla fine del becco che consentono loro di rilevare le preda nascoste nel fango o nel terreno soffice. Alcune specie più grandi, in particolare quelle adattate agli habitat più asciutti, si nutrono di prede più grandi tra cui insetti e piccoli rettili.

### Dimorfismo sessuale
Gli uccelli costieri, come molti altri animali, presentano differenze fenotipiche tra maschi e femmine, note come dimorfismo sessuale. Negli uccelli costieri si osservano vari dimorfismi sessuali, tra cui, a titolo esemplificativo, dimensioni (ad esempio dimensioni del corpo, dimensioni del becco), colore e agilità. Nelle specie poligame, in cui un individuo maschio si accoppia con  partner femminili diversi nel corso della sua vita, i dimorfismi tendono a essere più evidenti. Nelle specie monogame, in cui la coppia rimane unita per tutta la vita, i maschi in genere non hanno caratteristiche dimorfiche distintive come piume colorate, ma tendono ancora ad avere dimensioni maggiori rispetto alle femmine. Il sottordine dei Charadrii mostra la più ampia gamma di dimorfismi sessuali osservati nell'ordine Charadriiformes. Tuttavia, sono stati osservati casi di monomorfismo sessuale, in cui non vi sono caratteristiche fisiche distintive oltre ai genitali esterni, in questo ordine.